# Alvarez & Marsal
A Alvarez & Marsal (A&M) é uma empresa global de serviços profissionais notável por seu trabalho no gerenciamento de recuperação e melhoria de desempenho de várias empresas grandes e de alto perfil nos EUA e no exterior, como Lehman Brothers, HealthSouth, Tribune Company, Warnaco, Padarias interestaduais, Target, Darden Restaurants e Arthur Andersen.

## História
A Alvarez & Marsal foi fundada em 1983 por Tony Alvarez II, ex-especialista em exercícios da Coopers & Lybrand e Bryan Marsal, ex-banqueiro de exercícios do Citibank, depois que os dois se conheceram e trabalharam juntos na Norton Simon Inc. Eles criaram uma empresa de serviços profissionais focada em gerenciamento de turnaround, reestruturação corporativa e melhoria de desempenho operacional em uma área onde anteriormente executivos individuais atuavam. O primeiro cliente de recuperação da empresa foi a Timex Corporation. A A&M cresceu lentamente durante as décadas de 1980 e 1990 com uma pequena equipe focada na reestruturação baseada em Nova York e, em 1994, um escritório satélite em Los Angeles.
Durante a década de 2000, continuando a se especializar em trabalhos de recuperação e continuando a assumir funções executivas e de Diretor de Reestruturação, a empresa expandiu sua prática e aumentou suas receitas com grande parte do aumento proveniente de empresas de private equity que contrataram a A&M para serviços em todo o investimento ciclo de vida, desde a devida diligência e melhoria de desempenho até a venda de ativos.
Em 2013, Alvarez & Marsal havia crescido para mais de 3 000 funcionários trabalhando em 55 escritórios em todo o mundo.

## Projetos notáveis

### Irmãos Lehman
Bryan Marsal teria sido uma das primeiras pessoas contatadas por Harvey R. Miller ao saber que o Lehman Brothers provavelmente precisaria solicitar a proteção do Capítulo 11, recebendo uma ligação às 10h30 da noite de 14 de setembro enquanto assistia a um jogo de futebol. Marsal foi nomeado diretor de reestruturação do Lehman em setembro de 2008 e em novembro foi nomeado CEO Lehman, substituindo Richard S. Fuld Jr. nenhum lugar melhor para ir", embora Fuld não tenha sido pago por sua assistência em desfazer os ativos do banco.
O Lehman Brothers ficou com cerca de 20 funcionários após sua falência e venda de unidades para Barclays e Nomura Holdings e, posteriormente, nomeou vários sócios e funcionários da Alvarez & Marsal para atuar como executivos interinos do banco falido. Em setembro de 2012, havia cinquenta executivos em tempo integral da Alvarez & Marsal trabalhando na liquidação dos ativos, juntamente com mais de 250 funcionários empregados pelo banco.

### HealthSouth
Quando a HealthSouth se viu sujeita a investigações de fraude de longo alcance em 2003, que resultaram em sua alta administração admitindo fraude, a empresa se viu com uma receita exagerada de US$ 1,3 bilhão entre 1996 e 2002, enquanto havia sofrido uma perda real de US$ 1,8 bilhão. O fundador, presidente e diretor executivo da empresa, Richard M. Scrushy, negou a fraude. A empresa logo contratou Alvarez e Marsal para liderar a 'virada' e fazer o trabalho árduo necessário para estabilizar a empresa para que os problemas pudessem ser corrigidos e a recuperação iniciada. Na HealthSouth, Marsal, que atuou como CRO, cortou 250 empregos no campus corporativo da HealthSouth em Birmingham e vendeu ativos como hospitais de baixo desempenho e todos, exceto dois, da frota de 12 jatos particulares da HealthSouth que incluía um Gulfstream V, vários Cessna Citation e um avião de US$ 12. milhões de Sikorsky S-76 C, que o negócio havia acumulado. Como resultado, a empresa evitou a falência e voltou a ser cotada na NYSE em 2006.

## Relatórios do setor
A Alvarez & Marsal produz diversos relatórios estratégicos. Esses relatórios incluem o A&M Activist Alert (AAA), uma análise estatística e preditora do ativismo dos acionistas na Europa; o Banking Pulse Report, que compara as métricas de rentabilidade e resiliência de desempenho dos principais bancos em regiões específicas e; A série de relatórios Shape of Retail, uma compilação de dados e comentários sobre o desempenho e as tendências do setor.

## Concorrentes
A Alvarez & Marsal frequentemente compete por seu tradicional trabalho de turnaround e gestão interina com outras empresas especializadas, como Berkeley Research Group, FTI Consulting e AlixPartners, e desde 2001 tem competido com empresas de consultoria mais tradicionais, como McKinsey & Company e Boston Consulting Group, pelo trabalho de apoio a fundos de Private Equity e corporações.

## Crítica
Concorrentes sugeriram que a Alvarez & Marsal considerou seus próprios objetivos de negócios enquanto reestruturava empresas falidas, apontando como exemplo um acordo com a empresa de contabilidade da Enron Corp., Arthur Andersen. Ao desmantelar a Andersen, eles notam que a Alvarez & Marsal contratou seis especialistas em recuperação da empresa. No Lehman Brothers, a A&M recebeu quase US$ 500 milhões em taxas nos três anos após o colapso do banco tornando a falência do Lehman a mais cara (e possivelmente a mais complexa) da história em 2013.

### Saint Louis
Em 2003, a Alvarez & Marsal foi contratada pela prefeitura de Saint Louis, Missouri, para racionalizar o sistema de transporte escolar da cidade, o que permitiria aplicar eventuais valores economizados, na melhoria das salas de aulas existentes. Inicialmente, o pagamento foi feito com "doações", mas depois a prefeitura decidiu realizar um contrato sem licitação com a Alvarez & Marsal, por US$ 16 milhões, ignorando propostas de dez outros concorrentes. A consultoria relata que sua intervenção foi um sucesso, mas segundo críticos, ela contribuiu para excluir crianças do sistema de transporte, através da criação de rotas inviáveis e da sugestão de fechamento de escolas consideradas como "de baixo desempenho". Além disso, interventores da A&M foram colocados em cargos estratégicos, com salários de até 400 dólares por hora, e qualquer erro na execução do plano era imputado e assumido pela prefeitura.

### Nova Orleães
A Alvarez & Marsal já estava trabalhando em Nova Orleães antes da destruição causada pelo furacão Katrina em 2005, pois haviam sido contratados pelo governo do estado da Louisiana para reformular o sistema de ensino público. A Louisiana havia decidido tratar suas escolas públicas como empresas, e as que foram avaliadas como deficitárias, na análise da consultoria, passaram a ser geridas pela iniciativa privada através de parcerias público-privadas, com os alunos recebendo vouchers do poder público para custear parte do pagamento. Outras escolas, particularmente àquelas situadas em áreas negras e pobres, receberam a recomendação de fechamento.
Após o furacão, a consultoria continuou o seu trabalho, informando em seu site que 7.000 funcionários  foram demitidos de escolas públicas, fechadas para dar lugar às escolas que haviam aderido ao modelo das PPP ("escola charter"). Segundo o escritor Kenneth J. Saltman, autor de Capitalizing on Disaster: Taking and Breaking Public Schools ("Capitalizando os desastres: tomar e destruir escolas públicas"), este modelo foi criado pela consultoria para enriquecer a iniciativa privada:
(...)seu efeito final é retirar dos cofres o financiamento que poderia ter sido destinado à reconstrução de escolas, empobrecendo o sistema público em benefício dos empreiteiros privados.

### Porto Alegre
Em 2024, a Alvarez & Marsal ofereceu seus serviços à prefeitura de Porto Alegre, após as inundações catastróficas ocorridas na cidade. Segundo a consultoria, os serviços para a prefeitura seriam realizados pro bono por 30 dias. Contudo, em entrevista coletiva concedida dias antes, o prefeito Sebastião Melo informou que o período de gratuidade seria de 60 dias, embora tenha sinalizado que os trabalhos continuariam mesmo após o fim deste período. A própria consultoria prevê que seus trabalhos poderiam levar cerca de 100 dias.

## Contratação de Sérgio Moro
Em 2020, o ex-juiz Sérgio Moro foi contratado pela empresa, após deixar o Ministério da Justiça no governo de Jair Bolsonaro. Ele teria atuado "na área de 'disputas e investigações', que cuida de questões de conduta de funcionários e corrupção dentro das empresas", e ficou pouco mais de um ano no cargo.
Embora 78% do faturamento da Alvarez & Marsal fossem então oriundos de empresas envolvidas na Lava Jato, Moro negou que sua contratação tivesse alguma relação com seu trabalho na operação. Em outubro de 2021, ele deixou a empresa para se candidatar à Presidência do Brasil, da qual abriria mão em março de 2022.